# Ancistrus hoplogenys
Ancistrus hoplogenys är en fiskart som först beskrevs av Günther, 1864.  Ancistrus hoplogenys ingår i släktet Ancistrus och familjen Loricariidae. Inga underarter finns listade i Catalogue of Life.